# بلاد شام (ایالت اسلامی)
بلاد شام (به عربی: بِلَاد الشَّام، Bilād al-Shām) که در منابع انگلیسی‌زبان غالباً به عنوان سوریه اسلامی یا صرفاً سوریه از آن یاد می‌شود، استانی در خلافت‌های مسلمان راشدین، امویان، عباسیان و فاطمیان بود. تقریباً با اسقف شرق بیزانس که توسط مسلمانان در ۶۳۴–۶۴۷ میلادی فتح شد، مطابقت داشت. در زمان امویان (۶۶۱–۷۵۰) بلاد شام استان شهری خلافت بود و محلات مختلف در سراسر استان به عنوان مقر خلفا و شاهزادگان اموی عمل می‌کرد.
بلاد شام ابتدا در چهار اجناد (منطقه نظامی؛ جند مفرد) فلسطین (فلسطین)، العردون (اردن)، دمشق (دمشق) و حمص (حمص) بین سالهای ۶۳۷ و ۶۴۰ توسط خلیفه عمر برای پیگیری فتوحات مسلمانان سازماندهی شد. جند قنسرین توسط خلفای معاویه یکم (۶۶۱–۶۸۰) یا یزید یکم (۶۸۰–۶۸۳)، جند جزیره (بین‌النهرین) توسط خلیفه عبدالملک بن مروان در سال ۶۹۲ به عنوان استانی مستقل از قنسرین بین‌النهرین ساخته شد. در سال ۷۸۶ جند العواصم و الثغور از منطقه مرزی شمالی قنسرین توسط خلیفه هارون الرشید تأسیس شد. با فروپاشی حکومت متمرکز عباسیان بر بلاد شام در قرن دهم، کنترل بر منطقه توسط چندین قدرت تقسیم شد و اجناد تنها نماینده تقسیمات اسمی بود. عباسیان و خلافت فاطمی مستقر در مصر تا زمان تهاجمات صلیبیون به مناطق ساحلی در سال ۱۰۹۹ به رسمیت شناختن این استان و اجناد آن ادامه دادند.

## ریشه نام
نام "بلاد شام" در عربی به "منطقه چپ" ترجمه می‌شود. این نام از دیدگاه مردم حجاز (غرب عربستان) که خود را رو به طلوع خورشید می‌دانستند، نامگذاری شد که منطقه سوریه در سمت چپ و در یمن ("منطقه دست راست") سمت راست آنها قرار داشت.

### فتوحات مسلمانان
پس از تحکیم هژمونی اسلامی بر شبه جزیره عربستان و قبایل عرب کوچ‌نشین آن در جنگ‌های ارتداد ۶۳۲–۶۳۳، خلیفه ابوبکر (۶۳۲–۶۳۴) اهداف دولت نوپای مسلمان را به سمت فتح سوریه معطوف کرد. به گفته مورخ فرد دانر فتح در سه مرحله اصلی آشکار شد. در مرحله اول، ابوبکر در اواخر سال ۶۳۳ چهار لشکر از مدینه به رهبری فرماندهان عمرو عاص، یزید بن ابی‌سفیان، شرحبیل بن حسنه که همگی از پیشگامان مبارزه جنگ‌های ارتداد بودند و ابوعبیده جراح صحابی پیشرو محمد از مدینه اعزام کرد. ممکن است ابوعبیده تا سال ۶۳۶ اعزام نشده باشد. هر فرمانده به منطقه متفاوتی منصوب شد، عمرو به فلسطین، یزید در بلقا (ماوراء اردن مرکزی)، شرحبیل به الشراط (جنوب ماوراء اردن) و ابوعبیده به تصرف زمین‌های غسانیان در بلندی‌های جولان. فرماندهان مسلمان عمدتاً با پادگان‌های محلی درگیر درگیری‌های کوچک در حومه جنوبی سوریه بودند.هدف مسلمانان در آغاز فتح احتمالاً این بود که عشایر عرب‌زبان نیمه کوچ نشین و عشایر مستقر در حاشیه صحرای جنوب سوریه را تحت کنترل خود درآورند.
مرحله دوم با ورود خالد بن ولید و سپاهیانش به شام در سال ۶۳۴ آغاز شد.تحت فرماندهی عالی خالد، ارتش مسلمانان مراکز شهری جنوب سوریه، بصری، دمشق، بیسان (اسکیتوپلیس)، پلا، غزه و موقتاً حمص (امسا) و بعلبک (هیراپولیس) را محاصره و تصرف کردند. هراکلیوس با استقرار ارتش‌های امپراتوری پی در پی علیه مسلمانان پاسخ داد. بیزانسی‌ها در نبردهای مهم آجنادین در فلسطین و فحل و یرموک در ماوراء اردن شکست قاطعانه‌ای خوردند که همگی در سال‌های ۶۳۴–۶۳۶ روی داد. پیروزی‌های مسلمانان در میدان جنگ عملاً به مقاومت سازمان یافته بیزانس پایان داد.
مرحله سوم، که از حدود سال ۶۳۷ آغاز شد، ارتش مسلمانان به سرعت حومه شمال سوریه را اشغال کرد، در حالی که به‌طور پیوسته شهرهای منفرد در سراسر منطقه را فتح کرد که پادگان‌های آنها به تنهایی پس از شکست دفاع امپراتوری ایستادگی کردند. از جمله شهرهایی که تعدادی از آنها تا سال ۶۳۷ یا ۶۳۸ پابرجا بودند، حلب (بروئه) و قنسرین (کلسیس) در شمال، حما، حمص و بعلبک (دو شهر آخری احتمالاً برای بار دوم)، دمشق احتمالاً برای بار دوم و اورشلیم بودند. طی چند سال آینده، شهرهای ساحلی مدیترانه شامل بیروت، صیدا، صور، قیساریه، انطاکیه، طرابلس و عسقلان (اشکلون امروزی) به تصرف نیروهای مسلمان درآمدند.